# ناثان نيلسون
ناثان نيلسون (بالعبرية: נתן נלסון‏) هو أحيائي وعالم كيمياء حيوية إسرائيلي، ولد في 1938 في Avihayil ‏ في إسرائيل.